# Religion i USA
Religionstillhörighet bland befolkningen i USA
|  | Protestanter (42 %) |

|  | Katoliker (21 %) |

|  | Övriga kristna (3 %) |

|  | Judar (1 %) |

|  | Muslimer (1 %) |

|  | Buddhister (1 %) |

|  | Hinduer (1 %) |

|  | Agnostiker (6 %) |

|  | Ateister (5 %) |

|  | Ingen religionstillhörighet (18 %) |

|  | Övrigt (1 %) |

Religiöst deltagande per delstat år 2014

I USA är religionsfriheten grundlagsskyddad genom det första av de tio tillägg till konstitutionen som utgör rättighetsförklaringen. Av de som tillhör någon religion är en övervägande majoritet kristna. 
Religiösa samfund och kyrkor kan befrias från att betala skatt om de uppfyller vissa villkor. Privatpersoner kan ansöka om skatteavdrag för gåvor till sådana skattebefriade samfund och kyrkor. För att ett religiöst samfund ska befrias från att betala skatt behöver det bland annat ha en organiserad verksamhet, avstå från politisk lobbyverksamhet, och ägna sig uteslutande åt sådan verksamhet som är undantagen skattskyldighet.
Enligt en undersökning som publicerades 2020 beskriver 46 % av befolkningen sig som kristna, varav 42 % är protestaner och 21 % romerska katoliker. Jämte kristna är ateister (5 %), agnostiker (6 %) och andra som inte tillhör någon religion (18 %) den största gruppen. Andra religioner representerar 4 % av befolkningen.

## Kristendom
USA har den största kristna befolkningen av alla länder i världen. Protestanter och katoliker är de största kristna grupperna, men även en mängd mindre kristna samfund har stora medlemsmassor. År 2018 fann det ungefär 6,5 miljoner mormoner i USA, varav majoriteten i Utah. Jehovas vittnen finns utspridda över hela landet med relativt flest i Wyoming, där ca 3 % av delstatens befolkning är vittnen.
Ingen av USA:s presidenter har varit öppet ateist.

## Islam
Nation of Islam började bli mer inflytelserik under 1940-talet. Gruppens mest kända medlemmar var Malcolm X och Muhammad Ali. Islam är en av landets snabbast växande religioner.
Den första muslimska ledamoten i kongressen var Keith Ellison från Minnesota som valdes till representanthuset år 2007. Ellisons valkrets har en av landets högsta andel somalier, en grupp som till antalet är 44 000.
Mother Mosque of America är den äldsta moskén som fortfarande[när?] är i bruk. Den finns i Cedar Rapids, Iowa, och blev färdig år 1934.

## Judendom

Judisk befolkning efter delstat.

En märkbar andel amerikanska judar beskriver sig som endast kulturella judar. USA:s judiska befolkning består mestadels av ashkenazer och deras avkomlingar. Sedan 1900-talet har politiker börjat använda termen judeo-kristen (engelska: Judeo-Christian), en term som mestadels används av de konservativa grupper för att skapa enhet. Termen har mötts med skepsis av judar.
År 2020 fanns det cirka 7,1 miljoner judar i USA. Det största andelen fanns i delstaten New York (9,1 %).

## Hinduism
År 2018 fanns det uppskattningsvis 2,4 miljoner hinduer i USA. 2012 valdes den första hindun, Tulsi Gabbard, till USA:s representanthus.

## Buddhism
Buddhismen är USA:s fjärde största religion. Den representerade cirka 1,2 % av landets befolkning år 2010. Före 1900-talet var majoriteten av USA:s buddhister från Kina, men sedan dess har antalet buddhister med ursprung i Japan ökat. Sedan 1950-talet har theravadabuddhismen vuxit snabbast. Största delen av USA:s buddhister är antingen vita eller asiater, och viss friktion finns mellan grupperna. Det största andelen buddhister finns på Hawaii, där 8 % av befolkningen bekänner sig till buddhismen.
Den första buddhistiska senatorn i USA, Mazie Hirono från Hawaii, valdes för första gången år 2007, tillsammans med den första buddhistiska representanthusledamoten Hank Johnson.